# Campeonato Mato-Grossense de Futebol de 2014
O Campeonato Mato-Grossense de Futebol de 2014 foi a 71ª edição do torneiro realizado no estado de Mato Grosso e organizado pela Federação Mato-Grossense de Futebol. O campeonato contou com a participação de 9 equipes, a divisão principal começou no dia 19 de janeiro.

## Vila Aurora
Na edição de 2013 o Vila Aurora foi rebaixado com 1 ponto a menos que o 8° colocado o Sinop. Só que o Vila Aurora entrou com um pedido de reavaliação do jogo em que o Vila Aurora perdeu por W.O. para o Luverdense por 3X0. Então o STJD decretou que a edição de 2014 contasse com 11 equipes, mas o Vila Aurora desistiu de disputar o campeonato.

## Desistências
Nesta edição o Mato-Grossense de 2014 seria disputado por 11 equipes, mas houve 2 desistências:
- Sorriso
- Vila Aurora

## Regulamento
O Campeonato Mato-Grossense de 2014, foi disputado por 9 equipes distribuídas em 2 grupos (Norte e Sul). O grupo Norte contou com 5 clubes que foram: CEOV, Luverdense, Mato Grosso, Mixto e Sinop. Neste grupo os 4 primeiros se classificaram as quartas de finais enquanto o último foi rebaixado. O grupo Sul contou com 4 equipes que foram: Cacerense, Cuiabá, Rondonópolis e União Rondonópolis. Neste grupo não teve rebaixamento, com isso todos os 4 foram as quartas de finais. Nos dois grupos os times se enfrentam no sistema de Mata Mata e em turno e returno.
Os 8 clubes classificados as quartas de finais, se enfrentaram em sistema de ida e volta, quatro equipes se classificaram para as semifinais.
Nas semifinais os jogos também foram disputados no sistema de ida e volta, os dois vencedores de seus confrontos foram decidir as finais.
Na final as duas equipes fizeram seus jogos também no sistema de ida e volta, a equipe que teve maior número de pontos teve a vantagem de decidir em casa. O vencedor e o vice foram consagrados campeão e vice Mato-Grossense de Futebol de 2014, além de ganhar vaga na Copa do Brasil de 2015 e vaga na Série D de 2014.

## Equipes participantes
| Equipe             | Cidade             | Estádio            | Capacidade | Títulos (mais recente) |
| ------------------ | ------------------ | ------------------ | ---------- | ---------------------- |
| Cacerense          | Cáceres            | Geraldão           | 6 500      | 1 (2007)               |
| Cuiabá             | Cuiabá             | Dutrinha           | 3 500      | 4 (2013)               |
| Luverdense         | Lucas do Rio Verde | Passo das Emas     | 5 000      | 2 (2012)               |
| Mato Grosso        | Cuiabá             | Dutrinha           | 3 500      | 0 (não possui)         |
| Mixto              | Cuiabá             | Dutrinha           | 3 500      | 23 (2008)              |
| Operário CEOV      | Várzea Grande      | Dutrinha           | 3 500      | 10 (1994)              |
| Rondonópolis       | Rondonópolis       | Caldeirão          | 18 000     | 0 (não possui)         |
| Sinop              | Sinop              | Gigante do Norte   | 13 000     | 3 (1999)               |
| Sorriso            | Sorriso            | Egídio José Preima | 5 000      | 2 (1993)               |
| União Rondonópolis | Rondonópolis       | Caldeirão          | 18 000     | 1 (2010)               |
| Vila Aurora        | Rondonópolis       | Caldeirão          | 18 000     | 1 (2005)               |

## Classificação

### Grupo Norte
| 1 | Luverdense    | 21 | 8 | 7 | 0 | 1 | 20 | 4  | 16  | 88.9 |
| 2 | Mixto         | 14 | 8 | 4 | 2 | 2 | 7  | 7  | 0   | 58.3 |
| 3 | Operário CEOV | 12 | 8 | 3 | 3 | 2 | 9  | 7  | 2   | 50.0 |
| 4 | Sinop         | 8  | 8 | 2 | 2 | 4 | 5  | 10 | -5  | 33.3 |
| 5 | Mato Grosso   | 1  | 8 | 0 | 1 | 7 | 3  | 16 | -13 | 4.2  |

### Desempenho por rodada
Clubes que lideraram o primeiro turno ao final de cada rodada:
| Rodadas | Rodadas | Rodadas | Rodadas | Rodadas | Rodadas | Rodadas | Rodadas | Rodadas | Rodadas |
| ------- | ------- | ------- | ------- | ------- | ------- | ------- | ------- | ------- | ------- |
| 1       | 2       | 3       | 4       | 5       | 6       | 7       | 8       | 9       | 10      |
| SIN     | SIN     | LUV     | LUV     | LUV     | LUV     | LUV     | LUV     | LUV     | LUV     |

Clubes que ficaram na última posição do primeiro turno ao final de cada rodada:
| Rodadas | Rodadas | Rodadas | Rodadas | Rodadas | Rodadas | Rodadas | Rodadas | Rodadas | Rodadas |
| ------- | ------- | ------- | ------- | ------- | ------- | ------- | ------- | ------- | ------- |
| 1       | 2       | 3       | 4       | 5       | 6       | 7       | 8       | 9       | 10      |
| MGR     |         |         |         |         |         |         |         |         |         |

### Grupo Sul
| 1 | Rondonópolis       | 16 | 6 | 5 | 1 | 0 | 10 | 4 | 6  | 88.9 |
| 2 | União Rondonópolis | 9  | 6 | 3 | 0 | 3 | 9  | 6 | 3  | 50.0 |
| 3 | Cuiabá             | 8  | 6 | 2 | 2 | 2 | 4  | 4 | 0  | 44.4 |
| 4 | Cacerense          | 1  | 6 | 0 | 1 | 5 | 0  | 9 | -9 | 5.6  |

### Desempenho por rodada
Clubes que lideraram o primeiro turno ao final de cada rodada:
| Rodadas | Rodadas | Rodadas | Rodadas | Rodadas | Rodadas |
| ------- | ------- | ------- | ------- | ------- | ------- |
| 1       | 2       | 3       | 4       | 5       | 6       |
| REC     | REC     | REC     | REC     | REC     | REC     |
| CUI     | REC     | REC     | REC     | REC     | REC     |

Clubes que ficaram na última posição do primeiro turno ao final de cada rodada:
| Rodadas | Rodadas | Rodadas | Rodadas | Rodadas | Rodadas |
| ------- | ------- | ------- | ------- | ------- | ------- |
| 1       | 2       | 3       | 4       | 5       | 6       |
| CAC     | CAC     | CAC     | CAC     | CAC     | CAC     |
| UNI     | CAC     | CAC     | CAC     | CAC     | CAC     |

### Fase Final
|  | Quartas de Final [[]] à [[]] de [[]] | Quartas de Final [[]] à [[]] de [[]] | Quartas de Final [[]] à [[]] de [[]] | Quartas de Final [[]] à [[]] de [[]] |       |               | Semifinais [[]] à [[]] de [[]] | Semifinais [[]] à [[]] de [[]] | Semifinais [[]] à [[]] de [[]] | Semifinais [[]] à [[]] de [[]] |  |        | Final [[]] à [[]] de [[]] | Final [[]] à [[]] de [[]] | Final [[]] à [[]] de [[]] | Final [[]] à [[]] de [[]] |  |  |
|  |                                      |                                      |                                      |                                      |       |               |                                |                                |                                |                                |  |        |                           |                           |                           |                           |  |  |
|  |                                      |                                      |                                      |                                      |       |               |                                |                                |                                |                                |  |        |                           |                           |                           |                           |  |  |
|  | Sinop                                | 2                                    | 2                                    | 4 (4)                                |       |               |                                |                                |                                |                                |  |        |                           |                           |                           |                           |  |  |
|  | Rondonópolis                         | 2                                    | 2                                    | 4 (3)                                |       |               |                                |                                |                                |                                |  |        |                           |                           |                           |                           |  |  |
|  | Rondonópolis                         | 2                                    | 2                                    | 4 (3)                                |       | Sinop         | 1                              | 0                              | 1                              |                                |  |        |                           |                           |                           |                           |  |  |
|  |                                      |                                      |                                      |                                      |       | Sinop         | 1                              | 0                              | 1                              |                                |  |        |                           |                           |                           |                           |  |  |
|  |                                      | Cuiabá                               | 1                                    | 1                                    | 2     |               |                                |                                |                                |                                |  |        |                           |                           |                           |                           |  |  |
|  | Cuiabá                               | Cuiabá                               | 1                                    | 1                                    | 2     | 1             | 1                              | 2                              |                                |                                |  |        |                           |                           |                           |                           |  |  |
|  | Cuiabá                               |                                      |                                      |                                      |       | 1             | 1                              | 2                              |                                |                                |  |        |                           |                           |                           |                           |  |  |
|  | Mixto                                | 0                                    | 1                                    | 1                                    |       |               |                                |                                |                                |                                |  |        |                           |                           |                           |                           |  |  |
|  | Mixto                                | 0                                    | 1                                    | 1                                    |       |               |                                |                                |                                |                                |  | Cuiabá | 1                         | 1                         | 2                         |                           |  |  |
|  |                                      |                                      |                                      |                                      |       |               |                                |                                |                                |                                |  | Cuiabá | 1                         | 1                         | 2                         |                           |  |  |
|  |                                      | Luverdense                           | 0                                    | 0                                    | 0     |               |                                |                                |                                |                                |  |        |                           |                           |                           |                           |  |  |
|  | Cacerense                            | Luverdense                           | 0                                    | 0                                    | 0     | 1             | 0                              | 1                              |                                |                                |  |        |                           |                           |                           |                           |  |  |
|  | Cacerense                            |                                      |                                      |                                      |       | 1             | 0                              | 1                              |                                |                                |  |        |                           |                           |                           |                           |  |  |
|  | Luverdense                           | 0                                    | 2                                    | 2                                    |       |               |                                |                                |                                |                                |  |        |                           |                           |                           |                           |  |  |
|  | Luverdense                           | 0                                    | 2                                    | 2                                    |       | Operário CEOV | 0                              | 0                              | 0 (6)                          |                                |  |        |                           |                           |                           |                           |  |  |
|  |                                      |                                      |                                      |                                      |       | Operário CEOV | 0                              | 0                              | 0 (6)                          |                                |  |        |                           |                           |                           |                           |  |  |
|  |                                      | Luverdense                           | 0                                    | 0                                    | 0 (7) |               |                                |                                |                                |                                |  |        |                           |                           |                           |                           |  |  |
|  | Operário CEOV                        | Luverdense                           | 0                                    | 0                                    | 0 (7) | 1             | 1                              | 2                              |                                |                                |  |        |                           |                           |                           |                           |  |  |
|  | Operário CEOV                        |                                      |                                      |                                      |       | 1             | 1                              | 2                              |                                |                                |  |        |                           |                           |                           |                           |  |  |
|  | União Rondonópolis                   | 0                                    | 1                                    | 1                                    |       |               |                                |                                |                                |                                |  |        |                           |                           |                           |                           |  |  |

| Campeonato Mato-Grossense de 2014        |
| ---------------------------------------- |
| Cuiabá Esporte Clube Campeão (5º título) |